# Juan Viacava
Juan Bautista Viacava Caviglia, noto semplicemente come Juan Viacava (Montevideo, 20 febbraio 1999), è un calciatore uruguaiano, centrocampista del Defensor Sporting.

## Caratteristiche tecniche
È un centrocampista centrale.

## Carriera
Cresciuto nel settore giovanile del Fénix, ha debuttato in prima squadra il 28 febbraio 2016 disputando l'incontro di Primera División Profesional vinto 2-0 contro il Peñarol. Rimasto svincolato nel gennaio 2018, il 10 luglio 2019 ha firmato con il Rampla Juniors.

## Palmarès

### Club

#### Competizioni nazionali
- Copa Uruguay: 1

Defensor Sporting: 2024